# Флуориметрия
Флуориметрия (флуоресцентный анализ) — метод определения концентрации вещества по интенсивности флуоресценции, возникающей при облучении вещества монохроматическим излучением.
В качестве источников монохроматического излучения используются различные лазеры (непрерывные / импульсные, твердотельные /газоразрядные / на растворах красителей) и ртутные лампы. Для выделения необходимого спектра излучения применяют интерференционные фильтры и монохроматоры. В том случае, если исследуемое вещество трудно переходит в возбуждённое состояние, то используют несколько лазеров либо дополнительное возбуждение в плазме газового разряда.
Применение флуориметрии затрудняется сложностью выполнения этой методики и дороговизной необходимого лабораторного оборудования.
Лазерным атомно-флуоресцентным анализом определяют неон в гелии (1·10-9 %), лазерным молекулярно-флуоресцентным методом анализируют оксид азота, диоксид азота, диоксид серы (1·10-7 %).